# Here We Go
«Here We Go» («Поехали») — песня в исполнении латвийской группы PeR, с которой они представили Латвию на конкурсе песни «Евровидение 2013». Авторами песни являются Ральфс Эйландс и Артурс Бурке. Песня содержит сразу несколько музыкальных жанров, такие, как рэп и битбокс.
Композиция стала победной после конкурса «Dziesma 2013», национального отбора Латвии на «Евровидение», что позволило латвийской группе представить свою страну на международном конкурсе песни «Евровидение 2013», который прошёл в Мальмё, Швеция.